# Jasmyne Spencer
Jasmyne Spencer (27 augustus 1990) is een Amerikaans voetbalspeelster.
In 2011 begon Spencer met voetballen aan de Florida State University, dat een voetbalprogramma voor vrouwen had.
Spencer begon in 2012 bij New York Fury, en speelde in seizoen 2012/13 voor het Deense Brøndby IF.
In 2013 speelde ze in de UEFA Champions League voor Apollon Limassol, toen ze op uitleenbasis vanuit Washington Spirit voor deze Cypriotische club speelde.
In 2019 scheurde Spencer haar kruisband tijdens de eerste wedstrijd van OL Reign.

## Statistieken
| Seizoen | Club              | Land             | Competitie | Wedstrijden | Doelpunten |
| ------- | ----------------- | ---------------- | ---------- | ----------- | ---------- |
| 2013    | Washington Spirit | Verenigde Staten | NWSL       | 17          | 0          |
| 2014    | Western New York  | Verenigde Staten | NWSL       | 22          | 3          |
| 2014/15 | Sydney            | Australië        | W-League   | 13          | 8          |
| 2015    | Western New York  | Verenigde Staten | NWSL       | 20          | 3          |
| 2015/16 | Sydney            | Australië        | W-League   | 14          | 4          |
| 2016    | Orlando Pride     | Verenigde Staten | NWSL       | 20          | 4          |
| 2016/17 | Canberra United   | Australië        | W-League   | 10          | 0          |
| 2017    | OL Reign          | Verenigde Staten | NWSL       | 21          | 3          |
| 2018    | OL Reign          | Verenigde Staten | NWSL       | 23          | 2          |
| 2018/19 | Melbourne City    | Australië        | W-League   | 11          | 4          |
| 2019    | OL Reign          | Verenigde Staten | NWSL       | 1           | 0          |
| 2020    | OL Reign          | Verenigde Staten | NWSL       | –           | –          |
| Totaal  | Totaal            | Totaal           | Totaal     | 172         | 31         |

Laatste update: juni 2020

## Privé
In 2016 richtte Spencer Jas F.C. op, een trainingsprogramma voor de jeugd om ze te leren voetballen.